# Asteroide Apolo
| Marte (M) Vênus (V) Mercúrio (H) | Sol Asteroides Apolo Terra (E) |

Localização dos asteroides Apolo em comparação com as órbitas dos planetas terrestres do Sistema Solar

Os asteroides Apolo são um grupo de asteroides próximos da Terra, recebeu o nome de 1862 Apolo, descoberto pelo astrônomo alemão Karl Reinmuth na década de 1930. Eles são asteroides que cruzam a Terra e têm um semieixo maior, maior do que o da Terra (a > 1 UA), mas distâncias de periélio menores que a distância do afélio da Terra (q < 1.017 UA).
Em dezembro de 2018, o número de asteroides Apolo conhecidos é de 10.485, tornando a classe o maior grupo de objetos próximos da Terra (cf. os asteroides Aton, Amor e Atira), dos quais 1.409 são numerados (os asteroides não são numerados até eles foram observados em duas ou mais oposições) e 1.648 são identificados como asteroides potencialmente perigosos.
Quanto mais próximo o semieixo maior estiver do da Terra, menos excentricidade será necessária para que as órbitas se cruzem. O meteoro de Tcheliabinsk de 15 de fevereiro de 2013 que explodiu sobre a cidade de Tcheliabinsk, na região sul da Rússia, ferindo cerca de 1.500 pessoas com estilhaços de vidro de janelas quebradas, era um asteroide da classe Apolo.

## Lista
O maior asteroide Apolo conhecido é o 1866 Sisyphus, com um diâmetro de cerca de 8.5 km. Exemplos de asteroides Apolo conhecidos incluem:
| Designação | Ano  | Descobridor/primeira observação (A)                  | Ref     |
| --- | ---- | ---------------------------------------------------- | ------- |
| 2019 SU3 | 2019 | ATLAS-HKO                                            | MPC     |
| 2016 WF9 | 2016 | NEOWISE                                              | MPC     |
| 2014 JO25 | 2014 | CSS                                                  | MPC     |
| 2013 FW13 | 2013 | CSS                                                  | MPC     |
| 2013 RH74 | 2013 | CSS                                                  | MPC     |
| 2011 MD | 2011 | LINEAR                                               | MPC(B)  |
| 2011 EO40 | 2011 | CSS–Mount Lemmon Survey                              | MPC     |
| 2010 AL30 | 2010 | LINEAR                                               | MPC     |
| (529366) 2009 WM1 | 2009 | CSS                                                  | MPC     |
| 2009 DD45 | 2009 | Siding Spring Observatory, Australia                 | MPC     |
| (386454) 2008 XM | 2008 | LINEAR                                               | Lista   |
| 2008 TC3 | 2008 | CSS                                                  | MPC     |
| 2008 FF5 | 2008 | CSS–Mount Lemmon Survey                              | MPC     |
| 2007 VK184 | 2007 | CSS                                                  | MPC     |
| 2007 TU24 | 2007 | CSS                                                  | MPC     |
| 2007 WD5 | 2007 | CSS                                                  | MPC     |
| 2007 OX | 2007 | CSS–Mount Lemmon Survey                              | MPC     |
| (277810) 2006 FV35 | 2006 | Spacewatch                                           | Lista   |
| (394130) 2006 HY51 | 2006 | LINEAR                                               | Lista   |
| (292220) 2006 SU49 | 2006 | Spacewatch                                           | Lista]] |
| (308635) 2005 YU55 | 2005 | R. S. McMillan, Steward Observatory, Kitt Peak, USA  | Lista   |
| 2005 WY55 | 2005 | Mount Lemmon Survey                                  | MPC     |
| 2005 HC4 | 2005 | LONEOS                                               | MPC     |
| 2004 XP14 | 2004 | LINEAR                                               | MPC     |
| (374158) 2004 UL | 2004 | LINEAR                                               | Lista   |
| (357439) 2004 BL86 | 2004 | LINEAR                                               | Lista   |
| (444004) 2004 AS1 | 2004 | LINEAR                                               | Lista   |
| 2003 RW11 | 2003 | James Whitney Young                                  | MPC     |
| 2003 BV35 | 2003 | James Whitney Young                                  | MPC     |
| (89958) 2002 LY45 | 2002 | LINEAR                                               | Lista   |
| (179806) 2002 TD66 | 2002 | LINEAR                                               | Lista   |
| 54509 YORP | 2000 | LINEAR                                               | Lista   |
| 162173 Ryugu | 1999 | LINEAR                                               | Lista   |
| (137108) 1999 AN10 | 1999 | LINEAR                                               | Lista   |
| 101955 Bennu | 1999 | LINEAR (Bennu é o alvo da missão OSIRIS-REx)         | Lista   |
| 1998 KY26 | 1998 | Spacewatch                                           | MPC     |
| (433953) 1997 XR2 | 1997 | LINEAR                                               | Lista   |
| 65803 Didymos | 1996 | Spacewatch                                           | Lista   |
| 69230 Hermes | 1937 | Karl Reinmuth                                        | Lista   |
| (53319) 1999 JM8 | 1999 | LINEAR                                               | Lista   |
| (52760) 1998 ML14 | 1998 | LINEAR                                               | Lista   |
| (35396) 1997 XF11 | 1997 | Spacewatch                                           | Lista   |
| 25143 Itokawa | 1998 | LINEAR                                               | Lista   |
| (136617) 1994 CC | 1994 | Spacewatch                                           | Lista   |
| (175706) 1996 FG3 | 1996 | R. H. McNaught, Siding Spring Observatory, Australia | Lista   |
| 6489 Golevka | 1991 | Eleanor F. Helin                                     | Lista   |
| 4769 Castalia | 1989 | Eleanor F. Helin                                     | Lista   |
| 4660 Nereus | 1982 | Eleanor F. Helin                                     | Lista   |
| 4581 Asclepius | 1989 | Henry E. Holt, Norman G. Thomas                      | Lista   |
| 4486 Mithra | 1987 | Eric Elst, Vladimir Shkodrov                         | Lista   |
| 14827 Hypnos | 1986 | Carolyn S. Shoemaker, Eugene Merle Shoemaker         | Lista   |
| 4197 Morpheus | 1982 | Eleanor F. Helin, Eugene Merle Shoemaker             | Lista   |
| 4183 Cuno | 1959 | Cuno Hoffmeister                                     | Lista   |
| 4179 Toutatis | 1989 | Christian Pollas                                     | Lista   |
| 4015 Wilson-Harrington | 1979 | Eleanor F. Helin                                     | Lista   |
| 3200 Phaethon | 1983 | Simon F. Green, John K. Davies / IRAS                | Lista   |
| 2063 Bacchus | 1977 | Charles T. Kowal                                     | Lista   |
| 1866 Sisyphus | 1972 | Paul Wild                                            | Lista   |
| 1620 Geographos | 1951 | Albert George Wilson, Rudolph Minkowski              | Lista   |
| (29075) 1950 DA | 1950 | Carl A. Wirtanen                                     | Lista   |
| 1566 Icarus | 1949 | Walter Baade                                         | Lista   |
| 1685 Toro | 1948 | Carl A. Wirtanen                                     | Lista   |
| 2101 Adonis | 1936 | Eugène Joseph Delporte                               | Lista   |
| 1862 Apolo | 1932 | Karl Reinmuth                                        | Lista   |
| (A) Descobridor: Um descobridor é determinado pelo Minor Planet Center (MPC) quando o objeto é numerado. Para corpos não numerados, a tabela fornece a "primeira observação". LINEAR: Lincoln Near-Earth Asteroid Research CSS : Catalina Sky Survey Spacewatch, em Kitt Peak, perto de Tucson, Arizona, Estados Unidos (B) Classificação: 2011 MD é classificado como Amor, não um asteroide Apolo pelo MPC. |      |                                                      |         |